# Comté de Thomas (Kansas)
Pour les articles homonymes, voir Comté de Thomas.
Le comté de Thomas est l’un des 105 comtés de l’État du Kansas, aux États-Unis. Fondé le 8 octobre 1885, il a été nommé en hommage au général George Henry Thomas.
Siège et plus grande ville : Colby.

## Géolocalisation
|                  | Comté de Rawlins | Comté de Decatur  |
| Comté de Sherman | Comté de Thomas  | Comté de Sheridan |
|                  | Comté de Logan   | Comté de Gove     |